# التهاب الأوعية الدموية الشروي
التهاب الأوعية الدموية الشروي (يُعرف أيضًا باسم «الشرى المزمن باعتباره مظهرًا من مظاهر الالتهاب الوريدي»، و«متلازمة التهاب الأوعية الدموية الشروي الناتج عن نقص المتممة في الدم»، و«التهاب الأوعية الدموية الناجم عن نقص المتممة في الدم» و«المتلازمة النادرة المشابهة للذئبة») هو حالةٌ جلدية تتميز بآفات شروية ثابتة تظهر هيستولوجيًا بمثابة التهابٍ في الأوعية الدموية.

## الآلية
عادة ما تُثار الأضداد ضد البروتينات الغريبة، مثل تلك التي يصنعها فيروس متضاعِف (متناسخ) أو جرثومةٌ مُغيرة. فتستطهي أوتعلَق بالفيروس أو الجرثومة التي تحتوي على أضداد وتبرزها للخلايا الأخرى في الجهاز المناعي لتتخلص منها.
تُعرف الأضداد التي تعمل ضد البروتينات الذاتية بالأضداد الذاتية، ولا توجد في الأفراد الأصحاء. يمكن استخدام هذه الأضداد في الكشف عن بعض أمراضٍ معينة.

### المكون المتمم 1 كيو (سي وان كيو)
المكون المتمم 1 كيو (سي وان كيو) (C1q) هو مكون أساسيّ ضمن السبيل المتمم - سلسلة معقدة من تفاعلات البروتين، تبلغ ذروتها في الاستجابة المناعية ضد مجموعة واسعة من المُمرِضات. تُنشِط أضداد المكون المتمم 1 كيو (C1q) الموجودة في المرضى الذين يعانون من التهاب الأوعية الدموية الشروي الناتج عن نقص المتممة في الدم المكون المتمم 1 كيو (C1q)، والذي يحرض تنشيط السبيل المتمم كاملًا. وبالتالي، تصبح مستويات جميع البروتينات المتممة منخفضة.

### ضعف السبيل المتمم المعهود (الكلاسيكي)
يتكون السبيل المتمم من عدة سبلٍ فرعية: سبيل الليكتين/ مانوز، والسبيل البديل، والسبيل المعهود. جميع السبل تنتهي بإنتاج سي 3 كونفرتاز، الذي يحفز ال (سي 3) إلى أجزائه التأسيسية. 
باختصار، الدور الحاسم للمكون المتمم 1 كيو (سي وان كيو) C1q في السبيل هو أهمية كونه أول بروتين يبدأ شلال(تسلسل) تفاعلات البروتينات المتممة (والذي ينتهي بتدمير الجرثومة المُغيرة أو الفيروس)، وقدرته على ربط ذراعيّ الجهاز المناعي الهامين. - الجهاز المناعي الخِلقي: وهو نظام الدفاع الشامل؛ والجهاز المناعي التكيّفي: وهو الاستجابة المناعية القوية القادرة على تذكُّر العدوى السابقة، مما يتيح الاستجابة السريعة ضد العدوى المتكررة، هذا يعني أن الأشخاص الذين لديهم جهازٌ مناعيٌ طبيعيّ لا يصابون باستمرار بنفس البرد أو نفس سلالة الإنفلونزا بشكل متكرر.
كما أبرزت دراسات الحالة للأفراد المصابين بمتلازمة التهاب الأوعية الدموية الشروي الناتج عن نقص المتممة في الدم (إتش يو في) العوامل المعقِدة المحتملة الأخرى التي يبدو أن أضداد المكون المتمم 1 كيو (سي وان كيو) C1q تلعب دورًا فيها. قد يعني هذا في بعض الحالات ترسُّب المعقَدات المناعية الكبيرة في الكُلية والتي لا يمكن إزالتها بواسطة الخلايا المعتادة في الجهاز المناعي (مثل البلاعم التي لا تستطيع الارتباط بقسم ال (إف سي) (Fc) في أضداد المكون المتمم 1 كيو (سي وان كيو) C1q)، مما يؤدي إلى مزيدٍ من المضاعفات. يبدو هذا أمرًا نادر الحدوث، ولكن يمكن حدوثه عندما تكون حالة مرضية موجودة مسبقًا في الكلى ظاهرة. أيضًا، كان هناك بعض الافتراضات بشأن أضدادٍ ذاتيةٍ إضافيةٍ ضد بروتينٍ مثبط (في السبيل المتمم) يُسمَى مثبط سي1 (C1-inhibitor). يؤدي تثبيط مثبط- سي 1 إلى تنشيط زائد للسبيل المتمم والبروتين الواحد الذي يعزز التحكم في الوذمة الوعائية (تورم - الأوعية الدموية)، مما ينتج عنه تفاقم الماء الزائد تحت الجلد (مظهر الانتِبار).

## التشخيص
داءُ مناعةٍ ذاتيةٍ نادر يتميز بالشرى المتكرر (طفح القُرَّاص)، وُصِفَ لأول مرة في سبعينيات القرن العشرين. لا يوجد نموذج محدد لمسببات وشدة تقدم المتلازمة. يُؤكَد التشخيص بالتعرُّف على حالتين على الأقل من: التهاب وريديّ في خزعة الجلد، أو التهاب المفاصل، أو التهاب العين، أو ألم البطن، أو نتيجة أضداد (سي 1 كيو) إيجابية للمعقَدات المناعية. هذا القسم الأخير، أضداد ال(سي 1 كيو)، هو الاختبار الذي يُظهر فيه جميع مرضى متلازمة التهاب الأوعية الدموية الشروي الناتج عن نقص المتممة في الدم (إتش يو في) نتيجة إيجابية. في التجارب المختبرية ونماذج الفئران للمرض لم تُحدد بدقة العلاقة بين هذه الأضداد والداء، على الرغم من أن الرابط واضح للغاية.

## العلاج
لسوء الحظ لا توجد علاجات محددة معروفة لمتلازمة التهاب الأوعية الدموية الشروي الناتج عن نقص المتممة في الدم (إتش يو في) (HUV). يهدف نظام وصف السترويدات وغيرها من العقاقير المثبطة للمناعة إلى تثبيط إنتاج الجسم لأضداد المكون المتمم 1 كيو (سي وان كيو). ومع ذلك، يُرجع هذا الفرد مرة أخرى منقوص المناعة.

## الثقافة الشعبية
قُدِمَ الالتهاب الوعائي الشروي بشكل مبرِز للجمهور في الفيلم الوثائقي 2010 «فات، سيك، آند نيرلي ديد» («سمين، ومريض، وميت تقريبًا»). إذ كانت الشخصية الرئيسية والراوي يعاني من هذا المرض.